# Космос-884
Космос-884 (Зенит 4МК) — советский разведывательный спутник третьего поколения, нёсший на борту аппаратуру для оптической фото и видео съёмки. Был запущен 12 декабря 1976 года с космодрома «Байконур». Был уничтожен 29 декабря 1976 года.

## Запуск
Запуск «Космоса-884» состоялся в 9:36 по Гринвичу 12 декабря 1976 года. Для вывода спутника на орбиту использовалась ракета-носитель «Союз-У». Старт был осуществлён с площадки космодрома «Байконур». После успешного вывода на орбиту спутник получил обозначение «Космос-884», международное обозначение 1976-123A и номер по каталогу спутников 09614.
«Космос-884» эксплуатировался на низкой околоземной орбите. По состоянию на 17 декабря 1976 года он имел перигей 178 километров, апогей 346 километров и наклон 65° с периодом обращения 89,6 минут.

## Инцидент
По невыясненным причинам 29 декабря 1976 года на космическом аппарате вышла из строя тормозная двигательная установка, что сделало невозможным его возвращение на Землю. После команды на самоуничтожение спутник взорвался на орбите, в результате чего образовалось облако обломков.

## Космический аппарат
«Космос-884» соответствовал типу «Зенит-4МК» и был построен в ОКБ-1 С. П. Королёва (РКК «Энергия») на базе конструкции пилотируемого космического корабля «Восток». Аппарат состоит из сферического возвращаемого отсека. Внутри отсека устанавливалась вся специальная аппаратура. Оптические оси смонтированных фотокамер были перпендикулярны продольной оси аппарата. Съёмка осуществлялась через иллюминаторы, расположенные в крышке одного из двух технологических люков большого диаметра. Модифицированная версия «Зенит-4» позволяла спутнику летать на более низкой орбите для получения максимального разрешения и качества снимков. Общая масса космического аппарата составляла примерно 6300 кг.